# The Elder Scrolls V: Skyrim
The Elder Scrolls V: Skyrim là một trò chơi điện tử nhập vai hành động thế giới mở do Bethesda Game Studios phát triển và được Bethesda Softworks phát hành. Đây là phần thứ năm của loạt trò chơi nhập vai hành động The Elder Scrolls, sau The Elder Scrolls IV: Oblivion. Skyrim được phát hành vào ngày 11 tháng 11 năm 2011 dành cho Microsoft Windows, PlayStation 3 và Xbox 360. Phiên bản mới nhất của Skyrim sở hữu chất lượng đồ họa tương đối nên có dung lượng lên tới 6 Gigabyte.
Cốt truyện của Skyrim xoay quanh hành trình nhân vật của người chơi đánh bại Alduin, một con rồng được tiên đoán là sẽ hủy diệt thế giới. Xảy ra 200 năm sau Oblivion, trò chơi lấy bối cảnh tại tỉnh Skyrim hư cấu nằm trên lục địa Tamriel của hành tinh Nirn. Lối chơi thế giới mở của loạt trò chơi The Elder Scrolls tiếp tục trở lại ở Skyrim; người chơi có thể bỏ qua hoặc trì hoãn cốt truyện để tự do khám phá. Skyrim đã đạt được thành công về mặt thương mại với 7 triệu bản được bán ra trong tuần đầu tiên.

## Lối chơi
Lối chơi phi tuyến tính truyền thống của loạt trò chơi The Elder Scrolls tiếp tục xuất hiện trong Skyrim. Người chơi có thể lựa chọn góc nhìn thứ nhất để quan sát thế giới qua cặp mắt của nhân vật, hoặc góc nhìn thứ ba để nhìn được nhân vật trên màn hình và thay đổi góc quay một cách tùy ý. Người chơi có thể khám phá thế giới mở Skyrim bằng cách đi bộ hoặc cưỡi ngựa, đồng thời dịch chuyển tức thời đến những địa điểm đã được khám phá. Người chơi có thể nhận nhiệm vụ từ các NPC. Khi không thực hiện nhiệm vụ, người chơi có thể tương tác với các NPC qua đối thoại, họ cũng có thể rèn luyện các kỹ năng của người chơi. Bên cạnh những nhiệm vụ cố định còn có một số nhiệm vụ được tạo ra một cách vô hạn. Một số NPC có thể trở thành bạn đồng hành để hỗ trợ người chơi trong chiến đấu. Người chơi có thể gian nhập các đảng phái, những nhóm NPC có tổ chức. Mỗi đảng phái đều có một tổng hành dinh cũng như hệ thống nhiệm vụ riêng. Bên cạnh đó, những hành động và lời nói của người chơi thường tác động đến sự tương tác của họ với các NPC. Việc bao gồm loài rồng trong Skyrim đã có ảnh hướng lớn đến cốt truyện cũng như lối chơi của trò chơi.

### Xây dựng nhân vật
Xây dựng nhân vật là một yếu tố chủ đạo trong Skyrim. Khởi đầu trò chơi, người chơi lựa chọn một trong số những chủng tộc của loài người, yêu tinh, miêu nhân và thằn lằn, mỗi chủng tộc có những khả năng riêng; sau đó tùy chỉnh ngoại hình của nhân vật. Một mục tiêu mà người chơi luôn cố gắng đạt được đó là nâng cao các kỹ năng của nhân vật. Có tất cả 18 kỹ năng được chia đều cho ba lĩnh vực: chiến đấu, phép thuật và lén lút. Người chơi cần rèn luyện kỹ năng cho đến khi đạt được lượng điểm kinh nghiệm yêu cầu để lên cấp. Các phần trước trong loạt trò chơi The Elder Scrolls đều sử dụng hệ thống lớp nhân vật để xác định các kỹ năng của nhân vật, nhưng điều này bị loại bỏ ở Skyrim, cho phép lối chơi được phát triển một cách tự nhiên hơn. Khi nhân vật lên cấp, người chơi có thể lựa chọn một "perk", hoặc giữ nó lại để sử dụng sau này. Sau khi đạt cấp 50, tốc độ lên cấp của người chơi sẽ giảm đi rõ rệt. Các kỹ năng có thể được thiết lập lại hết lần này đến lần khác, nghĩa là không có giới hạn về cấp độ.

### Rồng

Người chơi chuẩn bị chiến đấu với một con rồng

Trong quá trình phát triển trò chơi, một nhóm riêng đã được cử ra để phụ trách thiết kế loài rồng cũng như những tương tác của chúng với thế giới xung quanh. Trong trò chơi, người chơi có thể bắt gặp nhiều loại rồng khác nhau, một mình hoặc theo nhóm nhỏ. Chúng được tạo ra một cách ngẫu nhiên, tức số lượng của chúng là vô hạn. Chúng có thể tấn công các thành phố vào bất cứ lúc nào. Một số con rồng không phải là kẻ địch, và người chơi có thể tương tác với chúng. Khi mới khởi đầu nhiệm vụ chính, người chơi khám phá ra rằng nhân vật của mình là một Dragonborn và có thể hấp thụ linh hồn của rồng để sử dụng những sức mạnh được gọi là Tiếng hét Rồng ("Thu'um"). Mỗi tiếng hét chứa ba chữ, và độ dài của tiếng hét dựa trên số chữ được sử dụng. Có 20 tiếng hét khác nhau, chúng có thể được khám phá trên các "Bức tường Chữ" trong các hang động và hầm ngục và sau đó mở khóa bằng linh hồn của những con rồng mà người chơi đã tiêu diệt. Người chơi bị giới hạn việc sử dụng các tiếng hét bởi một khoảng thời gian chờ giữa hai lần "hét".

### Chiến đấu
Các thanh thuộc tính sẽ được hiển thị khi một trong ba chỉ số của người chơi giảm đi. Lượng máu bị giảm chủ yếu do sát thương khi chiến đấu; nhân vật sẽ chết nếu bị mất hết máu. Magicka (năng lượng) cho phép việc sử dụng phép thuật, còn stamina (thể lực) thì ảnh hưởng tới hiệu quả chiến đấu của người chơi. Mặc dù ba chỉ số này sẽ dần tự hồi phục, người chơi cũng có thể nghỉ ngơi hoặc sử dụng các phép thuật và bình dược. Những vật phẩm trong túi đồ của người chơi có thể được quan sát trong không gian ba chiều, điều khá cần thiết trong việc giải đố. Hiệu quả chiến đấu của người chơi dựa trên việc sử dụng vũ khí và áo giáp, chúng có thể được mua hoặc chế tạo tại các lò rèn, cũng như phép thuật. Vũ khí và phép thuật được sử dụng bằng mỗi bên tay, cho phép việc cầm hai vũ khí cùng một lúc. Khiên có thể được dùng để chống đỡ sự tấn công và làm giảm sát thương của kẻ thù, hoặc để đánh vào đối thủ. Mỗi loại vũ khí có những lợi thế riêng. Có tất cả 85 phép thuật với những chức năng khác nhau. Cung tên được sử dụng để tấn công từ xa nhưng cung cũng có thể trở thành vũ khí phòng thủ trong cận chiến. Một thay đổi so với các phần trước trong loạt trò chơi là việc loại bỏ độ bền của vũ khí và áo giáp; người chơi không còn phải sửa chữa chúng nữa.
Người chơi có thể sử dụng chế độ lén lút để móc túi hoặc đánh lén khi kẻ thù không chú ý. Nếu người chơi làm rơi một vật phẩm chẳng hạn như khiên hoặc quần áo, một số NPC sẽ nhặt nó lên và thậm chí còn xin phép người chơi trước khi làm điều đó.

## Tóm tắt

### Bối cảnh
Skyrim không tiếp nối Oblivion mà là một chương mới của loạt trò chơi The Elder Scrolls, xảy ra 200 năm sau những sự kiện trong Oblivion. Cái chết của Martin Septim cũng như sự kết thúc của cuộc khủng hoảng Oblivion đã khởi đầu Thời đại thứ Tư. Một lãnh chúa người Colovia đến từ Cyrodiil tên là Titus Mede thống trị Thành phố Triều đình, khởi đầu triều đại Mede. Do sự suy yếu của Triều đình, các tỉnh Elsweyr, Black Marsh, Valenwood và Đảo Summerset bắt đầu thoát ly. Đảo Summerset và Valenwood, quê hương của hai chủng tộc Altmer và Bosmer, thành lập Aldmeri Dominion, đế quốc của yêu tinh và đổi tên thành Alinor. 30 năm trước khi những sự kiện trong Skyrim diễn ra, người Thalmor tiến hành xâm lược cả Hammerfell và Cyrodiil, gây ra cuộc "Đại Chiến" sau khi Hoàng đế đương nhiệm Titus Mede II từ chối tối hậu thư của đại sứ Dominion. Triều đình thoát khỏi sự tấn công của người Thalmor bằng cách ký điều ước Trắng-Vàng và cấm việc tôn thờ Talos trên toàn Đế quốc. Sau khi cuộc Đại Chiến kết thúc, Blades, tổ chức chiến binh bí mật phụ trách việc bảo vệ Hoàng đế, hoặc bị người Thalmor truy lùng và tiêu diệt, hoặc sống cách biệt với thế giới bên ngoài. Hoàng đế nay được bảo vệ bởi một lực lượng quân đội Hoàng gia tên là Penitus Oculatus. Ulfric Stormcloak, người đứng đầu Windhelm, thành lập đảng phải Stormcloak và đứng lên chống lại Triều đình để giải thoát cho Skyrim khỏi lệnh cấm tôn thờ Talos. Mối xung đột đạt đến đỉnh điểm khi Ulfric giết chết vị vua tối cao của Skyrim, Torygg, trong một cuộc đấu tay đôi. Triều đình đáp lại cái chết của Torygg bằng cách triển khai binh lính để dập tắt quân phiến loạn.
Cũng giống như những phần trước trong loạt trò chơi The Elder Scrolls, nhân vật của người chơi bắt đầu trò chơi với tư cách là một tù nhân vô danh. Người chơi bị bắt trong một cuộc phục kích của quân Triều đình khi đang vượt biên sang Skyrim trên một chiếc xe ngựa với một vài binh lính Stormcloak, chính Ulfric Stormcloak và một tên trộm ngựa. Họ bị giải đến Helgen để hành quyết. Khi nhân vật của người chơi sắp sửa bị xử trảm, một con rồng bay đến, làm gián đoạn cuộc hành hình và phá hủy cả thị trấn. Người chơi sau đó biết được rằng cuộc nội chiến ở Skyrim là sự kiện cuối cùng trong một loạt những sự kiện được các Cuộn giấy tiên đoán, trong đó có sự trở lại của Alduin, con rồng thần của sự hủy diệt. Alduin được tiên đoán là sẽ tiêu diệt cả hai chủng tộc loài người và yêu tinh rồi phá hủy cả thế giới. Nhân vật của người chơi là "Dovahkiin" cuối cùng, một người có cơ thể phàm tục nhưng lại mang linh hồn của rồng. Dovahkiin được các vị thần giao trách nhiệm đẩy lùi mối đe dọa của Alduin và những con rồng khác đối với Skyrim và Tamriel. Trong những người hỗ trợ cho người chơi có Delphine (Joan Allen lồng tiếng) và Esbern (Max von Sydow lồng tiếng), hai trong số những thành viên cuối cùng của Blades, cũng như Sư phụ Arngeir (Christopher Plummer lồng tiếng), một trong những Greybeard.

### Cốt truyện
Sau cuộc tấn công ở Helgen, nhân vật của người chơi có thể lựa chọn giữa việc trốn thoát cùng Hadvar thuộc lính Triều đình, hoặc Ralof thuộc quân phiến loạn. Sau khi trốn thoát, người chơi đến thị trấn Riverwood và được nhờ đi cầu cứu sự giúp đỡ của Whiterun. Người đứng đầu thành phố, Balgruuf, đồng ý điều binh lính đến Riverwood, đồng thời giao nhiệm vụ cho người chơi tìm lại Long Thạch. Người chơi khám phá ra một Bức tường Chữ và học được "Thu'um" đầu tiên trong chuyến đi này.
Khi trở lại Whiterun, người chơi giúp bảo vệ thành phố khỏi sự tấn công của một con rồng. Sau khi giết được con rồng, nhân vật của người chơi hấp thụ linh hồn của nó và sở hữu một sức mạnh mới. Binh lính của Whiterun tỏ ra kinh ngạc và nói với người chơi rằng rất có thể họ là một "Dragonborn" có khả năng nói tiếng rồng bẩm sinh. Sau đó người chơi được triệu hồi bởi các Greybeard, những nhà sư sống tách biệt tại ngôi đền High Hrothgar nằm trên sườn Cổ họng Thế giới, ngọn núi cao nhất Tamriel. Họ rèn luyện và dạy cho người chơi những Thu'um mạnh hơn cũng như chỉ dẫn người chơi trên hành trình thực hiện sứ mệnh của một Dragonborn. Trong một bài kiểm tra, họ giao nhiệm vụ cho người chơi tìm lại chiếc Tù và huyền thoại của Jurgen Windcaller. Tuy nhiên, nó đã bị người khác đánh cắp để có cơ hội gặp mặt người chơi. Tên trộm có tên là Delphine, chủ quán rượu ở Riverwood đồng thời là một trong những thành viên cuối cùng còn sót lại của Blades. Delphine và người chơi chứng kiến cảnh Alduin hồi sinh một con rồng và sau đó đánh bại nó. Sau đó Delphine giúp người chơi đột nhập vào Tòa đại sứ Thalmor gần Solitude, tổng hành dinh của Aldmeri Dominion tại Skyrim, để điều tra những nghi ngờ của cô về khả năng người Thalmor có dính dáng đến loài rồng. Khi đang ở đó, Delphine và người chơi khám phá ra rằng chúng đang truy lùng một người tên là Esbern, một nhà hoạt động cho Blades. Delphine chỉ dẫn người chơi đi tìm Esbern dưới hệ thống thoát nước của thành phố Riften.
Nhân vật của người chơi đồng hành với các thành viên của Blades để tìm kiếm "Bức tường của Alduin", nằm ở một pháo đài cổ tên là Sky Haven. Khi họ đang ở trong ngôi đền, người chơi biết được rằng người Nord xưa dùng một Thu'um đặc biệt để chống lại Alduin gọi là "Dragonrend", đại diện cho sự căm ghét loài rồng của con người, làm hắn mất khả năng bay để họ có thể tấn công. Để biết thêm thông tin, người chơi gặp mặt thủ lĩnh của các Greybeard, một con rồng cổ đại từng là tướng của Alduin tên là Paarthurnax. Paarthurnax cho người chơi biết rằng Alduin không hoàn toàn bị đánh bại trong quá khứ mà là bị đẩy đến một khoảng thời gian không xác định với hy vọng rằng hắn sẽ bị lạc. Người chơi tìm cách lấy được Cuộn giấy ở Blackreach rồi sử dụng nó để quay về quá khứ và học Dragonrend nhằm chiến đấu với Alduin.
Sau khi có được tri thức về cách tiêu diệt Alduin, người chơi đối đầu với hắn trên đỉnh núi Throat of The World (Cổ họng của Thế giới). Bị áp đảo, Alduin tháo chạy tới Sovngarde, thế giới bên kia của người Nord. Người chơi biết được rằng lâu đài Dragonsreach ở Whiterun ban đầu được xây để giam cầm một con rồng. Balgruuf từ chối cho phép người chơi sử dụng Dragonsreach bởi điều này có thể sẽ gây nguy hiểm cho cả thành phố khi mà cuộc nội chiến giữa Triều đình và quân phiến loạn vẫn còn đang diễn ra. Người chơi sẽ được các Greybeard giúp đỡ để tổ chức một hội nghị giữa Đại tướng Tullius và Ulfric Stormcloak để tạm ngừng chiến sự nhằm giải quyết mối nguy hại trước mắt. Nếu cuộc nội chiến đã kết thúc, Balgruuf sẽ dần bị thuyết phục.
Người chơi triệu hồi và bắt giữ một con rồng tên là Odahviing tại Whiterun, từ đó biết được rằng Alduin đã chạy trốn đến Sovngarde thông qua một cánh cổng ở pháo đài cổ Skuldafn. Odahviing, bị ấn tượng bởi những khả năng của người chơi, đồng ý đưa người chơi đến Skuldafn đồng thời khẳng định rằng Alduin đã trở nên suy yếu và không còn xứng đáng lãnh đạo loài rồng. Sau khi đến được Sovngarde, người chơi gặp Ysgramor, huyền thoại của người Nord, người đã cùng các Companion đánh đuổi yêu tinh khỏi Skyrim. Ysgramor cho người chơi biết rằng Alduin đã đặt "bẫy linh hồn" tại Sovngarde để tiếp thêm sức mạnh cho hắn bằng cách hấp thụ linh hồn của những người Nord đã khuất ở đây. Người chơi gặp ba vị anh hùng người Nord đã từng đánh bại Alduin và cùng với sự hỗ trợ của họ phá được cái bẫy đồng thời tiêu diệt Alduin.
Nếu người chơi không giết Paarthurnax trong một nhiệm vụ phụ trước đó, một kết thúc khác sẽ xảy ra. Người chơi quay trở lại đỉnh núi Cổ họng Thế giới, nơi Paarthurnax và những con rồng khác đang chờ đợi. Paarthurnax giải thích rằng ngay cả khi Alduin đã bị tiêu diệt, đây cũng không phải là lúc để ăn mừng bởi người chơi đã từng là đồng minh và vẫn là đồng loại của chúng. Sau đó chúng rời đi và người chơi tiếp tục cuộc phiêu lưu của mình.

## Phát triển
Skyrim được lên ý tưởng không lâu sau khi Oblivion được phát hành vào năm 2006. Việc phát triển trò chơi bắt đầu sau khi Fallout 3 được phát hành vào năm 2008.. Trò chơi được phát triển bởi một đội ngũ gồm khoảng 100 người dưới sự chỉ đạo của Todd Howard, người từng phụ trách nhiều tựa game trước đó của Bethesda.

### Công nghệ
Skyrim sử dụng engine Creation của Bethesda, một engine mới được tạo ra trước khi trò chơi được phát triển. Bethesda cho biết engine sẽ được sử dụng ít nhất trong một dự án nữa ngoài Skyrim. Sau khi Fallout 3 được phát hành, đội ngũ phát triển đã đưa ra nhiều mục tiêu về mặt thiết kế cho Skyrim. Nếu không đạt được những mục tiêu này với công nghệ hiện tại, họ sẽ đợi đến thế hệ tiếp theo, nhưng công nghệ hiện tại không hề cản trở đội ngũ phát triển. Engine Creation cho phép những cải tiến về mặt đồ họa. Hệ thống ánh sáng cho phép bóng tối được tạo ra bởi bất kỳ vật thể nào. Engine Creation thì cho phép nhiều chi tiết hơn trên thực vật so với công nghệ SpeedTree ở các phần trước. Chẳng hạn, với công nghệ của riêng Bethesda, đội ngũ phát triển có khả năng tạo sức nặng cho các cành cây để tác động lên cách cái cây đung đưa trong gió; bên cạnh đó, công nghệ này còn cho phép gió ảnh hưởng đến dòng nước chảy trong sông suối. Do sự phổ biến của tuyết trong Skyrim, những cải tiến về công nghệ được sử dụng cho các hiệu ứng thời tiết và khiến tuyết rơi trên các địa hình thay vì chỉ là một hiệu ứng như trong các phần trước.
Đội ngũ phát triển sử dụng công cụ Behavior của Havok để thiết kế nhân vật, cho phép những cử động mềm mại hơn đồng thời tăng hiệu quả của góc nhìn thứ ba, điều bị chỉ trích trong Oblivion. Công cụ này còn cho phép những tương tác giữa người chơi và các NPC diễn ra ở thời gian thực; trong Oblivion, khi người chơi tương tác với một NPC, thời gian sẽ dừng lại. Trong Skyrim, NPC có thể đi lại và có những cử chỉ khi đang trò chuyện với nhân vật. Trẻ em có mặt trong trò chơi và không thể bị người chơi làm hại bằng bất cứ cách nào bởi việc mô tả bạo lực đối với trẻ em trong trò chơi điện tử là một vấn đề gây rất nhiều tranh cãi. Skyrim sử dụng một hệ thống trí thông minh nhân tạo được tạo ra dành cho Oblivion. Hệ thống này được nâng cấp để các NPC có thể tương tác nhiều hơn với môi trường, chẳng hạn như làm ruộng, xay lúa, khai thác mỏ cũng như phản ứng lại với nhau.

### Thiết kế

Skyrim sử dụng "ngôn ngữ rồng"

Đội ngũ phát triển đặt bối cảnh của trò chơi tại tỉnh Skyrim. Mặc dù có kích cỡ tương tự như Cyrodiil của Oblivion, địa hình nhiều đồi núi của Skyrim làm tăng không gian của trò chơi và khiến cho việc di chuyển trở nên khó khăn hơn. Việc thiết kế Skyrim sử dụng một phương pháp khác so với Oblivion; chỉ đạo nghệ thuật Matt Carofano cho rằng điểm khác biệt nằm ở chỗ thế giới trong Oblivion là điển hình cho thế giới thần thoại châu Âu cổ điển, trong khi đó Skyrim lại mang vẻ siêu thực. Howard cho biết đội ngũ phát triển muốn mang lại "điều kỳ diệu của việc khám phá" từ thế giới của Morrowind trong Skyrim, bởi thế giới thần thoại cổ điển trong Arena, Daggerfall và Oblivion không thể hiện được nét độc đáo về văn hóa. Để tạo nên sự đa dạng, họ chia thế giới thành chín khu vực và cố gắng khiến mỗi khu vực đều có những đặc điểm địa hình riêng; bên cạnh đó, họ còn muốn phản ánh tình hình kinh tế xã hội của từng khu vực bằng cách khiến một số nơi trông tinh xảo và giàu có hơn còn những nơi khác thì trông nghèo nàn và lạc hậu hơn. Mười chủng tộc trong trò chơi cũng được tập trung tạo nét độc đáo; Howard cho rằng việc chọn lựa chủng tộc trong Skyrim đóng vai trò quan trọng hơn so với các phần trước bởi nền văn hóa ở đây chứa nhiều sự phân biệt chủng tộc. Tuy nhiên, quyết định này không ảnh hưởng nhiều đến lối chơi và không hề ngăn cản người chơi thực hiện một nhiệm vụ nào.
Trong khi chỉ có một người phụ trách thiết kế các hang động và hầm ngục trong Oblivion, việc này được thực hiện bởi một nhóm 8 người trong Skyrim. Hơn 70 diễn viên đã tham gia lồng tiếng cho các nhân vật trong trò chơi với hơn 60,000 câu thoại, trong đó có Christopher Plummer, Max von Sydow, Joan Allen, Lynda Carter, Vladimir Kulich và Michael Hogan. Skyrim có tất cả 244 nhiệm vụ cùng với hơn 300 địa điểm.

### Hỗ trợ Kinect
Ngày 12 tháng 4 năm 2012, Bethesda công bố việc hỗ trợ Kinect dành cho phiên bản Xbox 360 của Skyrim với hơn 200 câu lệnh thoại.

### Các bản vá
Kể từ khi trò chơi được phát hành, Bethesda đã đưa ra một số bản vá để giải quyết những vấn đề về kỹ thuật đồng thời cải thiện lối chơi của Skyrim. Bản vá 1.2 ra mắt vào ngày 29 tháng 11 năm 2011 để sửa một số lỗi nhưng nhiều người chơi đã báo cáo những lỗi mới do bản vá gây ra. Bản vá 1.3 ra mắt vào ngày 7 tháng 12 năm 2011 để tăng tính ổn định, xử lý lỗi và giải quyết một số vấn đề do bản vá 1.2 gây ra. Bản vá 1.4 ra mắt vào ngày 1 tháng 2 năm 2012 trên hệ máy PC để sửa những lỗi khác cũng như bổ sung một số hỗ trợ cho Skyrim Workshop. Bản vá 1.5 ra mắt vào ngày 20 tháng 3 năm 2012 trên hệ máy PC để sửa nhiều lỗi đồng thời bổ sung những cảnh quay kết liễu khi sử dụng cung và phép thuật. Bản vá 1.6 ra mắt vào ngày 24 tháng 5 năm 2012 trên hệ máy PC, bao gồm tính năng mới đó là chiến đấu khi đang cưỡi ngựa. Hai bản vá 1.7 và 1.8 ra mắt lần lượt vào các ngày 30 tháng 7 năm 2012 và 1 tháng 11 năm 2012 trên hệ máy PC để sửa một số lỗi nhỏ. Bản vá 1.9 ra mắt vào ngày 18 tháng 3 năm 2013 để bổ sung một số tính năng mới như độ khó và các kỹ năng 'Legendary'.

### Các bản mod
Có rất nhiều bản mod dành cho Skyrim nhờ công cụ "Creation Kit". Những bản mod này được tổng hợp trên Steam Workshop và Skyrim Nexus cũng như nhiều trang web khác. Các bản mod bao gồm những tình năng như cải thiện đồ họa, nhân vật và địa điểm mới, điều chỉnh giao diện người dùng, vân vân.

## Âm nhạc
Sau Morrowind và Oblivion, Jeremy Soule tiếp tục sáng tác nhạc cho Skyrim. Bài nhạc nền "Dragonborn" sử dụng ngôn ngữ rồng của trò chơi, được thu âm với một dàn nhạc hơn 30 người sau đó chồng lên nhau để tạo hiệu ứng của 90 giọng hát. Ngôn ngữ rồng được Adam Adamowicz sáng tạo với bảng chữ cái chữ rune gồm 34 ký tự.
Giống như Morrowind và Oblivion, âm nhạc trong Skyrim được bán duy nhất thông qua nhà phân phối DirectSong của Jeremy Soule; ngày 4 tháng 11 năm 2011, một bộ 4 đĩa CD được công bố. Tất cả những bộ đĩa được đặt mua trước ngày 23 tháng 12 đều được Soule ký tặng.
| The Elder Scrolls V: Skyrim (Featured Music Selections) | The Elder Scrolls V: Skyrim (Featured Music Selections) | The Elder Scrolls V: Skyrim (Featured Music Selections) | The Elder Scrolls V: Skyrim (Featured Music Selections) |
| STT                                                     | Nhan đề                                                 | Sáng tác                                                | Thời lượng                                              |
| ------------------------------------------------------- | ------------------------------------------------------- | ------------------------------------------------------- | ------------------------------------------------------- |
| 1.                                                      | "Dragonborn"                                            | Jeremy Soule                                            | 3:58                                                    |
| 2.                                                      | "Under an Ancient Sun"                                  | Jeremy Soule                                            | 3:42                                                    |
| 3.                                                      | "The Streets of Whiterun"                               | Jeremy Soule                                            | 4:07                                                    |
| 4.                                                      | "Sky Above, Voice Within"                               | Jeremy Soule                                            | 3:59                                                    |
| 5.                                                      | "Dragonsreach"                                          | Jeremy Soule                                            | 2:21                                                    |
| Tổng thời lượng:                                        | Tổng thời lượng:                                        | Tổng thời lượng:                                        | 18:02                                                   |

| The Elder Scrolls V: Skyrim — Original Game Soundtrack (Đĩa 1) | The Elder Scrolls V: Skyrim — Original Game Soundtrack (Đĩa 1) | The Elder Scrolls V: Skyrim — Original Game Soundtrack (Đĩa 1) | The Elder Scrolls V: Skyrim — Original Game Soundtrack (Đĩa 1) |
| STT                                                            | Nhan đề                                                        | Sáng tác                                                       | Thời lượng                                                     |
| -------------------------------------------------------------- | -------------------------------------------------------------- | -------------------------------------------------------------- | -------------------------------------------------------------- |
| 1.                                                             | "Dragonborn"                                                   | Jeremy Soule                                                   | 3:58                                                           |
| 2.                                                             | "Awake"                                                        | Jeremy Soule                                                   | 1:35                                                           |
| 3.                                                             | "From Past to Present"                                         | Jeremy Soule                                                   | 5:06                                                           |
| 4.                                                             | "Unbroken Road"                                                | Jeremy Soule                                                   | 6:26                                                           |
| 5.                                                             | "Ancient Stones"                                               | Jeremy Soule                                                   | 4:48                                                           |
| 6.                                                             | "The City Gates"                                               | Jeremy Soule                                                   | 3:48                                                           |
| 7.                                                             | "Silent Footsteps"                                             | Jeremy Soule                                                   | 2:53                                                           |
| 8.                                                             | "Dragonsreach"                                                 | Jeremy Soule                                                   | 2:23                                                           |
| 9.                                                             | "Tooth and Claw"                                               | Jeremy Soule                                                   | 1:51                                                           |
| 10.                                                            | "Under An Ancient Sun"                                         | Jeremy Soule                                                   | 3:44                                                           |
| 11.                                                            | "Death Or Sovngarde"                                           | Jeremy Soule                                                   | 3:02                                                           |
| 12.                                                            | "Masser"                                                       | Jeremy Soule                                                   | 6:06                                                           |
| 13.                                                            | "Distant Horizons"                                             | Jeremy Soule                                                   | 3:55                                                           |
| 14.                                                            | "Dawn"                                                         | Jeremy Soule                                                   | 4:00                                                           |
| 15.                                                            | "The Jerall Mountains"                                         | Jeremy Soule                                                   | 3:22                                                           |
| 16.                                                            | "Steel on Steel"                                               | Jeremy Soule                                                   | 1:45                                                           |
| 17.                                                            | "Secunda"                                                      | Jeremy Soule                                                   | 2:05                                                           |
| 18.                                                            | "Imperial Throne"                                              | Jeremy Soule                                                   | 2:23                                                           |
| Tổng thời lượng:                                               | Tổng thời lượng:                                               | Tổng thời lượng:                                               | 63:00                                                          |

| The Elder Scrolls V: Skyrim — Original Game Soundtrack (Đĩa 2) | The Elder Scrolls V: Skyrim — Original Game Soundtrack (Đĩa 2) | The Elder Scrolls V: Skyrim — Original Game Soundtrack (Đĩa 2) | The Elder Scrolls V: Skyrim — Original Game Soundtrack (Đĩa 2) |
| STT                                                            | Nhan đề                                                        | Sáng tác                                                       | Thời lượng                                                     |
| -------------------------------------------------------------- | -------------------------------------------------------------- | -------------------------------------------------------------- | -------------------------------------------------------------- |
| 1.                                                             | "Frostfall"                                                    | Jeremy Soule                                                   | 3:28                                                           |
| 2.                                                             | "Night Without Stars"                                          | Jeremy Soule                                                   | 0:43                                                           |
| 3.                                                             | "Into Darkness"                                                | Jeremy Soule                                                   | 2:55                                                           |
| 4.                                                             | "Kyne's Peace"                                                 | Jeremy Soule                                                   | 3:52                                                           |
| 5.                                                             | "Unbound"                                                      | Jeremy Soule                                                   | 1:35                                                           |
| 6.                                                             | "Far Horizons"                                                 | Jeremy Soule                                                   | 5:33                                                           |
| 7.                                                             | "A Winter's Tale"                                              | Jeremy Soule                                                   | 3:22                                                           |
| 8.                                                             | "The Bannered Mare"                                            | Jeremy Soule                                                   | 2:30                                                           |
| 9.                                                             | "The Streets of Whiterun"                                      | Jeremy Soule                                                   | 4:07                                                           |
| 10.                                                            | "One They Fear"                                                | Jeremy Soule                                                   | 3:16                                                           |
| 11.                                                            | "The White River"                                              | Jeremy Soule                                                   | 3:31                                                           |
| 12.                                                            | "Silence Unbroken"                                             | Jeremy Soule                                                   | 2:24                                                           |
| 13.                                                            | "Standing Stones"                                              | Jeremy Soule                                                   | 6:39                                                           |
| 14.                                                            | "Beneath the Ice"                                              | Jeremy Soule                                                   | 4:16                                                           |
| 15.                                                            | "Tundra"                                                       | Jeremy Soule                                                   | 3:52                                                           |
| 16.                                                            | "Journey's End"                                                | Jeremy Soule                                                   | 4:10                                                           |
| Tổng thời lượng:                                               | Tổng thời lượng:                                               | Tổng thời lượng:                                               | 56:04                                                          |

| The Elder Scrolls V: Skyrim — Original Game Soundtrack (Đĩa 3) | The Elder Scrolls V: Skyrim — Original Game Soundtrack (Đĩa 3) | The Elder Scrolls V: Skyrim — Original Game Soundtrack (Đĩa 3) | The Elder Scrolls V: Skyrim — Original Game Soundtrack (Đĩa 3) |
| STT                                                            | Nhan đề                                                        | Sáng tác                                                       | Thời lượng                                                     |
| -------------------------------------------------------------- | -------------------------------------------------------------- | -------------------------------------------------------------- | -------------------------------------------------------------- |
| 1.                                                             | "Before The Storm"                                             | Jeremy Soule                                                   | 1:09                                                           |
| 2.                                                             | "A Chance Meeting"                                             | Jeremy Soule                                                   | 3:12                                                           |
| 3.                                                             | "Out of the Cold"                                              | Jeremy Soule                                                   | 3:04                                                           |
| 4.                                                             | "Around The Fire"                                              | Jeremy Soule                                                   | 3:12                                                           |
| 5.                                                             | "Shadows And Echoes"                                           | Jeremy Soule                                                   | 2:21                                                           |
| 6.                                                             | "Caught Off Guard"                                             | Jeremy Soule                                                   | 1:13                                                           |
| 7.                                                             | "Aurora"                                                       | Jeremy Soule                                                   | 7:23                                                           |
| 8.                                                             | "Blood And Steel"                                              | Jeremy Soule                                                   | 2:12                                                           |
| 9.                                                             | "Towers And Shadows"                                           | Jeremy Soule                                                   | 2:24                                                           |
| 10.                                                            | "Seven Thousand Steps"                                         | Jeremy Soule                                                   | 1:08                                                           |
| 11.                                                            | "Solitude"                                                     | Jeremy Soule                                                   | 2:12                                                           |
| 12.                                                            | "Watch The Skies"                                              | Jeremy Soule                                                   | 2:23                                                           |
| 13.                                                            | "The Gathering Storm"                                          | Jeremy Soule                                                   | 2:55                                                           |
| 14.                                                            | "Sky Above, Voice Within"                                      | Jeremy Soule                                                   | 3:59                                                           |
| 15.                                                            | "Death in the Darkness"                                        | Jeremy Soule                                                   | 2:38                                                           |
| 16.                                                            | "Shattered Shields"                                            | Jeremy Soule                                                   | 2:40                                                           |
| 17.                                                            | "Sovngarde"                                                    | Jeremy Soule                                                   | 3:38                                                           |
| 18.                                                            | "Wind Guide You"                                               | Jeremy Soule                                                   | 9:05                                                           |
| Tổng thời lượng:                                               | Tổng thời lượng:                                               | Tổng thời lượng:                                               | 56:41                                                          |

| The Elder Scrolls V: Skyrim — Original Game Soundtrack (Đĩa 4) | The Elder Scrolls V: Skyrim — Original Game Soundtrack (Đĩa 4) | The Elder Scrolls V: Skyrim — Original Game Soundtrack (Đĩa 4) | The Elder Scrolls V: Skyrim — Original Game Soundtrack (Đĩa 4) |
| STT                                                            | Nhan đề                                                        | Sáng tác                                                       | Thời lượng                                                     |
| -------------------------------------------------------------- | -------------------------------------------------------------- | -------------------------------------------------------------- | -------------------------------------------------------------- |
| 1.                                                             | "Skyrim Atmospheres"                                           | Jeremy Soule                                                   | 42:35                                                          |

## Phát hành
Skyrim được công bố lần đầu tiên tại Trung tâm Hội nghị Los Angeles ở Los Angeles, California vào ngày 11 tháng 11 năm 2010 trong lễ trao giải Spike Video Game Awards; Todd Howard xuất hiện trên sân khấu để cho ra mắt đoạn phim giới thiệu cho biết nội dung và ngày phát hành "11–11–11" của trò chơi. Trong số tháng 2 năm 2011 của tạp chí Game Informer, Matt Miller đã viết một bài báo dài 15 trang tiết lộ những chi tiết về cốt truyện và lối chơi của Skyrim. Khi được hỏi về các bản mở rộng trong một bài phỏng vấn vào tháng 6 năm 2011, Howard cho biết đội ngũ phát triển trò chơi dự định sẽ cho ra mắt các bản mở rộng tương tự như với những phần trước; số lượng bản mở rộng sẽ ít hơn so với Fallout 3 nhưng chứa nhiều nội dung hơn, bởi họ cảm thấy nhiều bản mở rộng nhỏ lẻ sẽ gây ra sự "hỗn loạn". Thông qua một cuộc họp báo, đội ngũ phát triển trò chơi đã công bố việc phát hành hai bản mở rộng đầu tiên dành cho Xbox 360 trên Xbox Live một tháng trước các hệ máy PC và PlayStation 3. Tại hội thảo QuakeCon năm 2011, họ tiết lộ phiên bản đặc biệt của Skyrim bao gồm bản đồ của thế giới trong trò chơi, bức tượng cao 30 xentimét của con rồng Alduin cùng với quyển sách ảnh 200 trang và đĩa DVD về quá trình thực hiện trò chơi.
Tháng 10 năm 2011, những bức ảnh về sách hướng dẫn của trò chơi bị rò rỉ, và sau đó là một số cảnh trong đoạn phim mở đầu. Ngày 1 tháng 11 năm 2011, một phiên bản Xbox 360 của trò chơi bị rò rỉ lên mạng, cho phép những máy Xbox 360 bị hack chơi Skyrim 10 ngày trước khi trò chơi được phát hành chính thức. Tại Hà Lan, trò chơi có thể được mua từ ngày 7 tháng 11. Ngày 10 tháng 11 các cửa hàng ở Úc bắt đầu bày bán trò chơi trước ngày phát hành 11 tháng 11.

## Các bản mở rộng

### Dawnguard
Ngày 29 tháng 5 năm 2012, Bethesda công bố Dawnguard, bản mở rộng đầu tiên dành cho Skyrim. Phiên bản Xbox 360 của Dawnguard được phát hành tại các nước nói tiếng Anh vào ngày 26 tháng 6 năm 2012 và tại Pháp, Ý, Đức, Tây Ban Nha vào giữa tháng 5 năm 2012. Trên Windows nó được phát hành thông qua Steam vào ngày 2 tháng 8 năm 2012. Do một số trục trặc, phiên bản PlayStation 3 của Dawnguard bị hoãn vô thời hạn, Bethesda cũng tỏ ra lo ngại rằng những nội dung tải về trong tương lai của Skyrim cũng sẽ không có mặt trên hệ máy này. Ngày 18 tháng 1 năm 2013, Bethesda công bố rằng cả ba bản mở rộng sẽ được phát hành trên PlayStation 3 trong tháng 2 năm 2013. Dawnguard được phát hành trên hệ máy này lần lượt vào các ngày 26 và 27 tháng 2 năm 2013 tại Bắc Mỹ và châu Âu.
Bethesda cho ra mắt đoạn phim giới thiệu cho Dawnguard vào ngày 1 tháng 6 năm 2012, đoạn phim cho biết bản mở rộng này sẽ tập trung vào sự trở lại của Chúa tể Harkon, kẻ đứng đầu một gia tộc ma cà rồng cổ xưa. Harkon âm mưu sử dụng sức mạnh của các Cuộn giấy để che khuất mặt trời, cho phép ma ca rồng thống trị Tamriel.

### Hearthfire
Bản mở rộng thứ hai của Skyrim, Hearthfire, được phát hành vào các ngày 4 tháng 9 năm 2012 trên Xbox 360 và 4 tháng 10 năm 2012 trên PC. Trên hệ máy PlayStation 3 nó được phát hành vào ngày 19 tháng 2 năm 2013 tại Bắc Mỹ và 20 tháng 2 năm 2013 tại châu Âu. Bản mở rộng này cho phép người chơi mua một mảnh đất và xây một ngôi nhà từ những nguyên vật liệu như gỗ và đất sét. Hearthfire còn bao gồm tính năng nhận con nuôi. Hearthfire nhận được những phản hồi trái chiều do những lỗi khiến người chơi không thể sử dụng một số tính năng. Chưa có bản vá nào được công bố.

### Dragonborn
Dragonborn là bản mở rộng thứ ba dành cho Skyrim, được phát hành trên Xbox 360 vào ngày 4 tháng 12 năm 2012, trên PC vào ngày 5 tháng 2 năm 2013 cũng như trên PlayStation 3 lần lượt vào các ngày 12 và 13 tháng 2 năm 2013 tại Bắc Mỹ và châu Âu. Đoạn phim giới thiệu đầu tiên cho Dragonborn được ra mắt vào ngày 5 tháng 11 năm 2012 và cho thấy rằng người chơi sẽ có khả năng cưỡi rồng và cốt truyện của bản mở rộng sẽ xoay quanh việc Dovahkiin đầu tiên trở lại đảo Solstheim (xuất hiện trước đó trong Bloodmoon, một bản mở rộng của Morrowind). Solstheim là lãnh địa của chủng tộc Dark Elf sau khi sự phun trào của Núi Đỏ buộc họ phải rời khỏi Morrowind. Người chơi sẽ được khám phá những địa điểm của Morrowind như thành phố Raven Rock, pháo đài Frostmoth và một ngôi làng của bộ tộc người Nord tên là Skaal.

## Sự đón nhận
The Elder Scrolls V: Skyrim được đánh giá rất cao bởi các nhà phê bình. Hai trang web tổng hợp đánh giá GameRankings và Metacritic lần lượt cho trò chơi 95.22% và 96/100 điểm đối với phiên bản Xbox 360, 94.42% và 94/100 điểm đối với phiên bản PC cũng như 88.00% và 92/100 điểm đối với phiên bản PlayStation 3.
IGN nhận xét rằng "Trò chơi đầy mê hoặc này cuốn hút bạn vào một không gian hư cấu được xây dựng một cách tuyệt vời... [Skyrim là] một trong những trò chơi điện tử nhập vai xuất sắc nhất từng được sản xuất." The Guardian đánh giá "Skyrim là một trong những trải nghiệm đồ sộ nhất đối với game thủ trong năm nay. Chỉ riêng quy mô của cuộc phiêu lưu... đã hết sức đáng kinh ngạc." Wired.com viết, "Thành công lớn nhất của trò chơi nằm ở chỗ nó đã trở thành một thiên đường để thoát ly khỏi thực tại. Có rất ít những nhiệm vụ không đáng trải nghiệm." GameSpot nhận xét rằng "Skyrim thực hiện được phép màu ngoạn mục nhất: đó là làm cho một lượng lớn thời gian tan biến mà bạn không hề hay biết." Joystiq thì viết, "Đây là thế giới có chiều sâu và lộng lẫy nhất từng được tạo ra để người chơi một mình khám phá." Famitsu cho trò chơi 40/40 điểm, khiến Skyrim trở thành trò chơi không phải do một công ty Nhật phát triển đầu tiên giành được số điểm này.
Trò chơi bị chỉ trích về giao diện người dùng của phiên bản PC, một số nhà phê bình cho rằng nó được thiết kế dành cho các hệ máy tay cầm thay vì bàn phím và chuột. Official PlayStation Magazine (UK) chỉ trích những vấn đề về kỹ thuật của Skyrim và cảm thấy trò chơi còn chưa hoàn chỉnh, song nhìn chung vẫn đánh giá tốt về trò chơi.

### Doanh số
Trong ngày đầu tiên phát hành, Steam cho thấy có hơn 230,000 chơi Skyrim cùng một lúc. Sau một tuần, Bethesda cho biết hơn 7 triệu bản đã được gửi đi các nhà bán lẻ trên khắp thế giới, và đến thứ Tư tiếp đó doanh thu có thể đạt khoảng 450 triệu đô la Mỹ. Đến ngày 16 tháng 12 năm 2011, các con số này đã tăng lên đến 10 triệu bản và 620 triệu đô la Mỹ. Bên cạnh đó Valve cho biết Skyrim đã trở thành trò chơi điện tử bán nhanh nhất từ trước đến nay trên Steam. Số liệu của phần mềm này cho thấy trò chơi đã phá kỷ lục 5 triệu người chơi với con số 5,012,468 đến ngày 2 tháng 1 năm 2012. Đồng thời Skyrim cũng là trò chơi được chơi nhiều nhất trên Steam với lượng người chơi gấp đôi so với Team Fortress 2, trò chơi ở vị trí thứ hai. Đến tháng 7 năm 2012, trò chơi đã bán được khoảng 10 triệu bản. Tại Anh, Skyrim trở thành trò chơi bán chạy thứ 9 năm 2012.